# Cephalopappus sonchifolius
Cephalopappus sonchifolius Nees & Mart., 1824 è una specie di pianta della famiglia delle Asteraceae. Questa specie è anche l'unica del genere Cephalopappus Nees & Mart., 1824.

## Descrizione
Le specie di questo gruppo hanno un habitus erbaceo perenne rosulato e stolonifero. Sono prive di lattice.
Le foglie formano una rosetta basale. La lamina fogliare ha varie forme: da strettamente ovata a obovata con bordi grossolanamente dentati.
Le infiorescenze sono composte da capolini terminali solitari, raramente sono raccolti in due o più scapi. I capolini sono omogami e sono formati da un involucro a forma più o meno piatta composto da brattee (o squame) all'interno delle quali un ricettacolo fa da base ai fiori. Le brattee, simili a foglie, disposte su 2 - 3 serie in modo embricato sono di vario tipo e consistenza. Il ricettacolo, glabro, è scarsamente alveolato ed è nudo (senza pagliette).
I fiori sono tetraciclici (a cinque verticilli: calice – corolla – androceo – gineceo) e in genere pentameri (ogni verticillo ha 5 elementi). I fiori, molti, sono ermafroditi e fertili.
- Formula fiorale:

*/x K {\displaystyle \infty }, [C (5), A (5)], G 2 (infero), achenio
- Calice: i sepali del calice sono ridotti ad una coroncina di squame.
- Corolla: in genere le corolle sono bilabiate (3 + 2) con lobi dilatati. Sbocciano poche alla volta e sono presto decidue lasciando un achenio verde. Le corolle sono colorate di bianco.
- Androceo: l'androceo è formato da 5 stami con filamenti liberi e antere saldate in un manicotto circondante lo stilo.[10] Le antere, con collari dilatati, in genere hanno una forma sagittata con appendici apicali acute. Le teche sono calcarate (provviste di speroni) e provviste di code. Il polline normalmente è tricolporato a forma sferica (può essere microechinato).
- Gineceo: il gineceo ha un ovario uniloculare infero formato da due carpelli.[10]. Lo stilo è unico e con due stigmi, senza nodo basale. Gli apici degli stigmi sono troncati e sono ricoperti da piccole papille o in qualche caso da peli penicillati. L'ovulo è unico e anatropo.

I frutti sono degli acheni con pappo. La forma degli acheni è fusiforme o cilindrica (raramente è compressa); le pareti sono ricoperte da coste (raramente sono presenti dei rostri) e sono glabre (o eventualmente setolose). Il carpoforo (o carpopodium) è assente. Il pappo è assente.

## Biologia
- Impollinazione: l'impollinazione avviene tramite insetti (impollinazione entomogama tramite farfalle diurne e notturne).
- Riproduzione: la fecondazione avviene fondamentalmente tramite l'impollinazione dei fiori (vedi sopra).
- Dispersione: i semi (gli acheni) cadendo a terra sono successivamente dispersi soprattutto da insetti tipo formiche (disseminazione mirmecoria). In questo tipo di piante avviene anche un altro tipo di dispersione: zoocoria. Infatti gli uncini delle brattee dell'involucro si agganciano ai peli degli animali di passaggio disperdendo così anche su lunghe distanze i semi della pianta.

## Distribuzione
La specie di questa voce si trova in Brasile (è un endemismo della zona).

## Tassonomia
La famiglia di appartenenza di questa voce (Asteraceae o Compositae, nomen conservandum) probabilmente originaria del Sud America, è la più numerosa del mondo vegetale, comprende oltre 23.000 specie distribuite su 1.535 generi, oppure 22.750 specie e 1.530 generi secondo altre fonti (una delle checklist più aggiornata elenca fino a 1.679 generi). La famiglia attualmente (2021) è divisa in 16 sottofamiglie.

### Filogenesi
La sottofamiglia Mutisioideae, nell'ambito delle Asteraceae occupa una posizione "basale" (si è evoluta precocemente rispetto al resto della famiglia) ed è molto vicina alla sottofamiglia Stifftioideae. La tribù Nassauvieae con la tribù Mutisieae formano due "gruppi fratelli" ed entrambe rappresentano il "core" della sottofamiglia.
Il genere Cephalopappus descritto da questa voce appartiene alla tribù Nassauvieae.
I caratteri distintivi per le specie di questo genere sono:
- il portamento è scaposo erbaceo perenne;
- la corolla è bilabiata;
- i bracci dello stilo sono incoronati da papille;
- il pappo è assente.